# La Rosière (Montvalezan)
Koordinaten: 45° 37′ 38″ N, 6° 50′ 57″ O

Rosiere

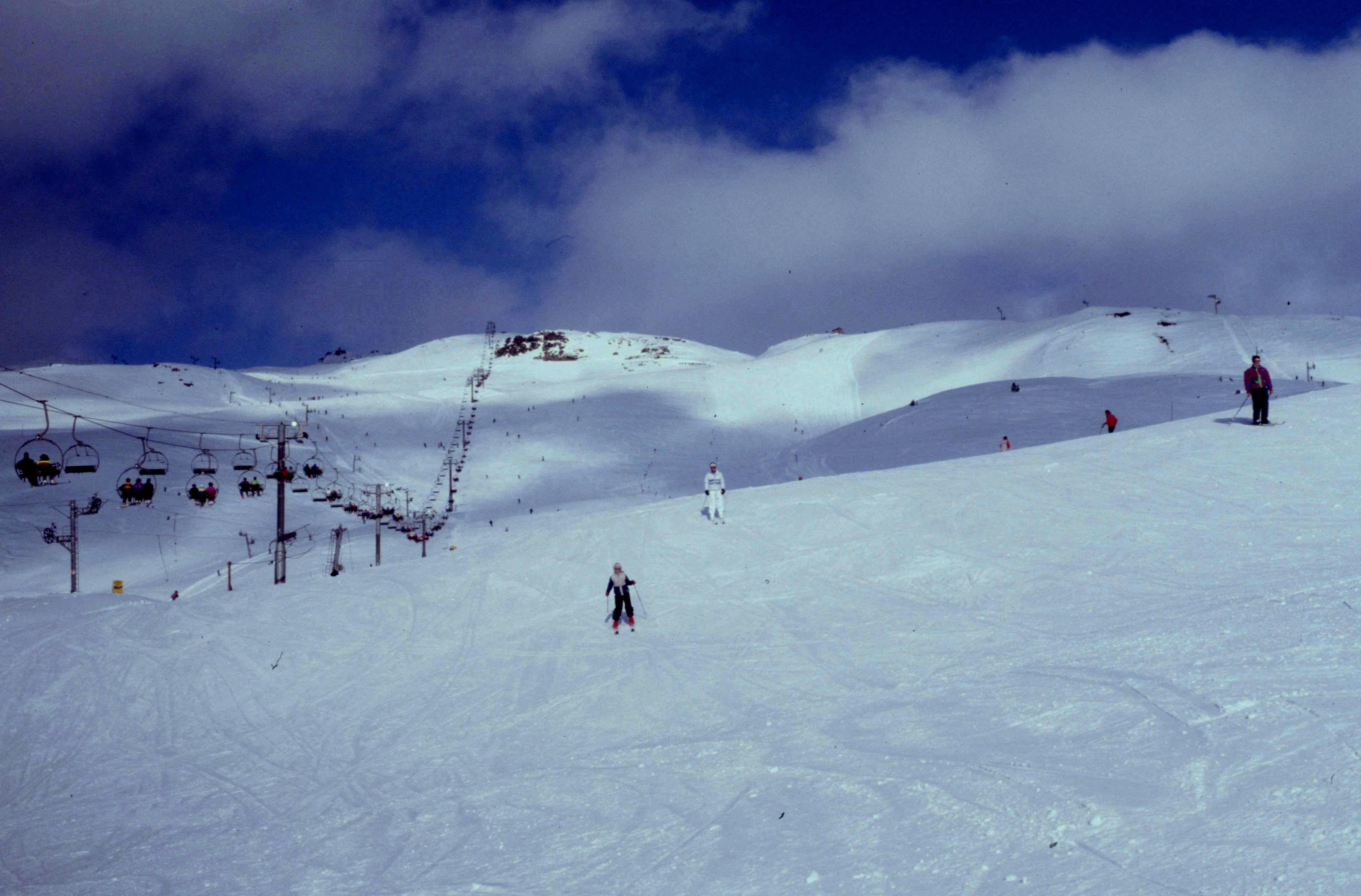
Savoie La Rosiere Skilift Februar 2016

La Rosière - Espace San Bernardo ist ein Ort und ein Wintersportgebiet im Südosten Frankreichs in der Tarentaise, gelegen auf dem Gebiet der Gemeinde Montvalezan im Département Savoie in der Region Auvergne-Rhône-Alpes. In 1850 m Höhe ist es auf einem Balkon gebaut, der nach Süden ausgerichtet ist und ein Panorama über das Tal bietet. Das Skigebiet ist mit dem großen französisch-italienischen Gebiet Espace San Bernardo verbunden.

## Geographie

### Lage
La Rosière liegt im Tal der Tarentaise und auf der französischen Seite der Passstraße des Kleinen Sankt Bernhards, im Departement Savoie. Seine Höhe variiert von 1850 bis 2650 m, die Skistation liegt auf 1850 m Höhe.

### Zugang zur Station
Mit dem Zug: Bahnhof Bourg-Saint-Maurice von Lyon über Chambéry, Albertville und Moûtiers. Mehrere TGVs kommen dort an und bedienen auch die Bergorte Les Arcs, Tignes und Val-d’Isère. Mit dem Auto: Über die N90 von Tarentaise nach Bourg-Saint-Maurice, dann die D1090, die in Kurven von Séez zum Kleinen Sankt Bernhard Pass führt. Beachten Sie, dass die Passstraße im Winter zwischen La Rosière und La Thuile gesperrt ist. Im Sommer Zufahrt auch über die Passstraße von Courmayeur und den Mont-Blanc-Tunnel oder durch das Aostatal.

## Geschichte

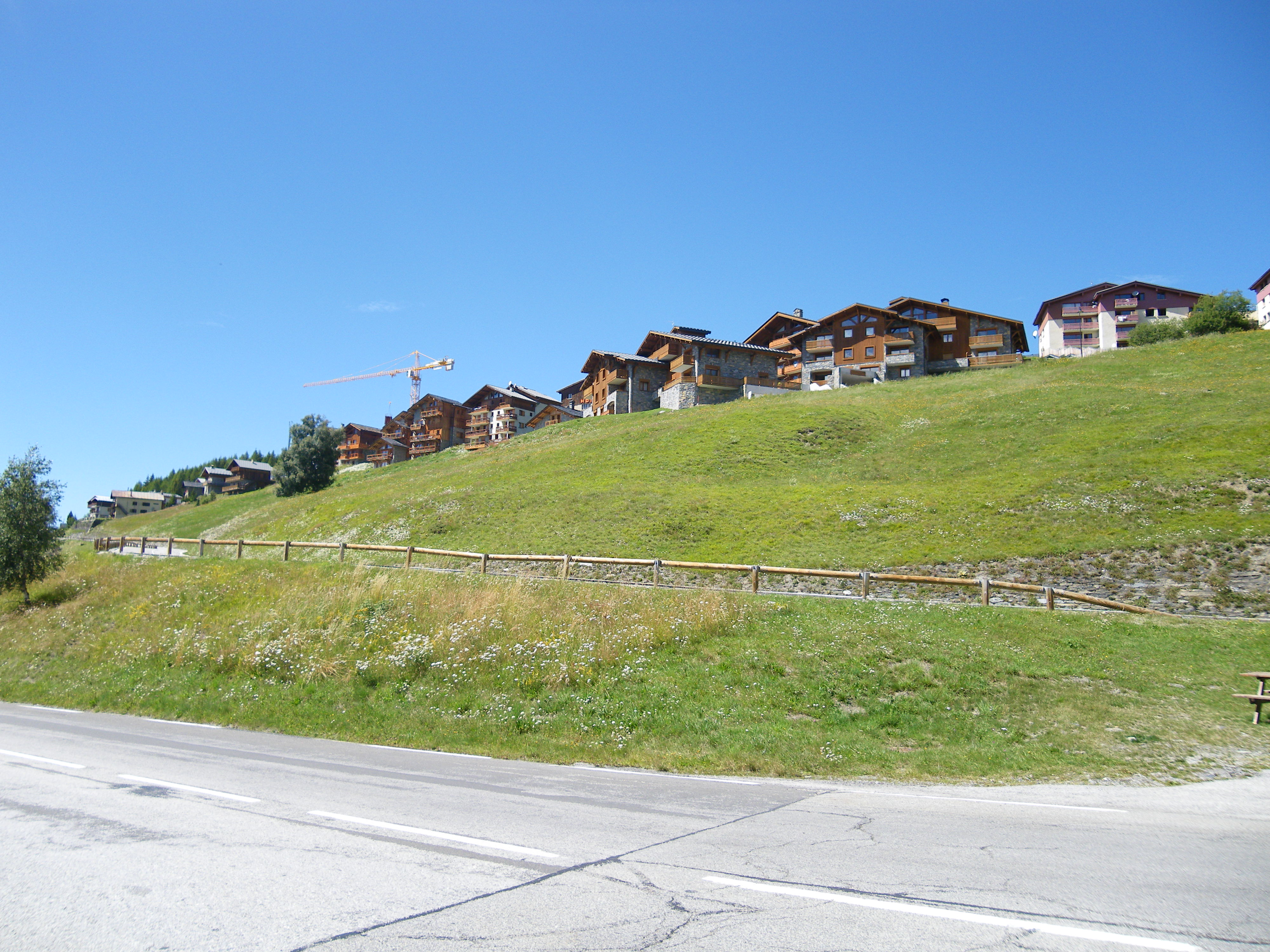
La Rosiere de Montvalezan

La Rosière ist ein altes Dorf, der moderne Kurort, gegründet zu Beginn der 1950er Jahre, ist seit 1984 im Winter mit der Gemeinde von La Thuile verbunden und bildet ein zusammenhängendes Skigebiet. Die Orte sind über den Kleinen Sankt Bernhard mit zwei Schleppliften verbunden. Im Vergleich zu seinem Nachbargebiet Val-d’Isère ist La Rosière mit 150 km Piste relativ klein. Das Skigebiet von l’Espace San Bernardo (zu dem auch La Thuile gehört) bietet alle Möglichkeiten: Seit Anfang 2008 gibt es 6 grüne und 23 blaue Pisten für Anfänger und 32 rote und 6 schwarze Pisten für Fortgeschrittene.
In den 1960er und 1970er Jahren entstanden neuere, mit Holz verkleidete Neosavoyard-Chalets mit kubischen Gebäuden, die sich an den Grundlagen der traditionellen savoyischen Architektur - Holz, Stein und Lauze (Dachschindeln aus Schiefer oder Stein) - orientierten.
Eine Besonderheit auf den höheren Pisten ist das Fort de la Redoute Ruinée, eine Grenzbefestigung, die Frankreich Anfang der 1890er Jahre nach dem Verlust des Elsaß und Lothringens an Deutschland 1870 als Teil einer allgemeinen Grenzbefestigung errichtete. Sie wurde zwischen 1936 und 1940 als Teil der Alpin-Linie in Erwartung einer Invasion aus Italien stark verstärkt. Im Juni 1940, während der Schlacht um Frankreich zu Beginn des Zweiten Weltkriegs, widersetzte sich eine kleine Truppe von 47 Männern mehreren Angriffen aus Italien, bevor sie nach dem Waffenstillstand mit der Flagge gehen durften. Das Fort erlitt schwere Schäden, als die französischen Streitkräfte gegen Ende des Krieges versuchten, es wieder einzunehmen. Es ist jetzt zerstört, und der Zugang der Öffentlichkeit zum Innenraum ist aus Sicherheitsgründen verboten.

## Radrennen
La Rosière war Zielort auf der ziemlich kurzen (108 km) 6. Etappe der Tour de l’Avenir 2014. Der Anstieg wurde in die erste Kategorie eingestuft. Der Kolumbianer Miguel Ángel López, gewann diese Etappe vor Robert Power der in der Gesamtwertung knapp hinter ihm lag. Die Tour de l’Avenir kam 2015 bei der 5. Etappe zurück und erlebte einen Sieg des Franzosen Guillaume Martin bei einem Ausreißversuch.
2018 organisierte das Critérium du Dauphiné 2018 die Ankunft der 6. Etappe mit dem Sieg von Pello Bilbao vor dem Träger des gelben Trikots Geraint Thomas.
Am 18. Juli war La Rosière Zielort der 11. Etappe der Tour de France 2018 über 108,5 km von Albertville.